# Magali Humbert-Faure
Pour les articles homonymes, voir Humbert et Faure.
Magali Humbert-Faure, née le 21 janvier 1972 à Bar-le-Duc, est une coureuse cycliste française, active de la fin des années 1980 au début des années 2000.

## Biographie
Magali Humbert-Faure prend la 6e position aux Jeux olympiques d'été de 2000 à Sydney dans l'épreuve du 500 mètres contre la montre, elle termine également six fois dans les dix premières places des championnats du monde sur piste entre 1995 et 2000, dont deux fois à la troisième place.
En 2012, elle est entraîneur avec Robert Mistler du cycliste centenaire Robert Marchand pour ses records Masters des + de 100 ans.

## Palmarès sur piste

### Championnats du monde
- Moscou 1989
  -  Championne du monde de vitesse juniors
- Manchester 1996
  -  Médaillée de bronze de la vitesse
- Perth 1997
  -  Médaillée de bronze du 500 mètres

### Championnats nationaux
- 1990
  - 2e du kilomètre
- 1991
  - 3e de la course aux points
- 1992
  -  Championne de France du kilomètre
  - 3e de la course aux points
  - 3e de la vitesse
- 1993
  - 2e du kilomètre
- 1994
  - 2e du kilomètre
- 1995
  - 3e de la vitesse
  - 3e du 500 mètres
- 1996
  - 3e de la vitesse
  - 3e du 500 mètres
- 1997
  - 2e de la vitesse
  - 3e du 500 mètres
- 1998
  - 2e de la vitesse
  - 3e du 500 mètres
- 1999
  - 2e de la vitesse
  - 3e du 500 mètres
- 2000
  - 2e de la vitesse
  - 3e du 500 mètres
- 2001
  -  Championne de France du 500 mètres
  - 2e de la vitesse

### Coupe du monde
- 1998
  - 1re du 500 mètres à Cali
  - 1re de la vitesse à Cali
- 1999
  - 3e de la vitesse à Valence
  - 3e de la course aux points à Fiorenzuola d'Arda